# Centre Excursionista Montserrat
El Centre Excursionista Montserrat és una entitat fundada el 9 d'abril del 1922 a Manresa, que l'any 2010 tenia uns 570 socis. Té seccions d'excursionisme, bicicleta de muntanya, esquí de muntanya, esquí nòrdic i alpí, espeleologia, alpinisme i escalada. També practica curses d'orientació, barranquisme, escafandrisme, caiac polo i parapent.
El 22 d'agost del 1920, és constituí com a "Grup Excursionista Manresà", i el 2 d'octubre del mateix any, es va fer un conveni amb el Grup Excursionista de Rellinars, que va a portar a un canvi de nom, i es va anomenar "Grup Excursionista Montserrat".
El 6 de març del 1921, van ingressar com entitat autónoma en el Centre Excursionista de la Comarca del Bages (C.E.C.B.) de Manresa, però en breu van iniciar gestions per crear una nova entitat. L'1 de gener del 1922 van decidir donar-se de baixa del C.E.C.B., i el 4 de gener del 1.922, en assemblea van acordar anomenar-se Centre Excursionista Montserrat (C.E.M.).
El 9 d'abril del 1.922, amb l'assisténcia del President de la Lliga de Societats Excursionistes de Catalunya, en César August Torras, es va constituir oficialment.
En juny del 1932, el C.E.M. començar a construir un Xalet-Refugi en el anfiteatre de la Coma de Calders, Rasos de Peguera, terme municipal de Castellar del Riu. En desembre del 1933, s'inaugurà el Xalet dels Rasos de Peguera. El cost del Refugi va ser de 500.000 pessetes, que van aportar en la gran majoria pels seus socis.
Durant els primers anys es crearen les seccions de fotografia, publicacions, ciències naturals, arqueologia, folklore i esquí. El grup de muntanya es denomina Club Alpí Montserrat.